# Qiyàs
El qiyàs (de l'àrab قياس, qiyās, ‘comparació’, ‘analogia’, ‘raonament per analogia’) és, per a la jurisprudència sunnita musulmana, un procés de raonament per analogia utilitzat per a resoldre casos litigiosos quan l'explicació no es troba directament en l'Alcorà o en els hadits, normalment perquè es tracta de fets o situacions nous o no recollits explícitament en les dues fonts esmentades. Constitueix, per ordre d'importància, la quarta de les fonts del dret (ussul al-fiqh) en la xaria o llei islàmica. Es tracta, igualment, d'una de les formes que pren l'ijtihad, és a dir, «l'esforç de reflexió personal per a descobrir una regla.»